# Cyanurfluorid
Cyanurfluorid oder 2,4,6-Trifluor-1,3,5-triazin (IUPAC) ist eine chemische Verbindung aus der Gruppe der Triazine und gehört zu den  halogenierten Heteroaromaten.

## Gewinnung und Darstellung
Cyanurfluorid kann durch Reaktion von Cyanurchlorid mit Fluorwasserstoff bei 40 °C oder mit Natriumfluorid in einem aprotischen polaren Lösungsmittel wie z. B. Sulfolan oder Acetonitril gewonnen werden.
{\displaystyle \mathrm {(ClCN)_{3}+3\ HF\longrightarrow (FCN)_{3}+3\ HCl} }
{\displaystyle \mathrm {(ClCN)_{3}+3\ NaF\longrightarrow (FCN)_{3}+3\ NaCl} }
Bei der Herstellung in Sulfolan als Lösungsmittel erfolgt die Umsetzung bevorzugt im Temperaturbereich von 120 bis 220 °C. Bei diesen Bedingungen wird das gebildete Produkt direkt aus dem Reaktionsgemisch abdestilliert.

## Eigenschaften
Cyanurfluorid ist eine sehr giftige, farblose bis gelbliche Flüssigkeit mit stechendem Geruch. Die Verbindung reagiert heftig mit Wasser unter Bildung von Cyanursäure und verdünnter Flusssäure. Cyanurfluorid ist reaktionsfähiger als Cyanurchlorid.

## Verwendung
Großtechnisch wird Cyanurfluorid als Zwischenprodukt bei der Herstellung von Reaktivfarbstoffen eingesetzt. Dabei werden im wässrigen Medium bei niedrigen Temperaturen (<5 °C) und unter pH-Kontrolle zwei Fluor-Substituenten durch einen aminogruppenhaltigen Chromophor und ein aromatisches oder aliphatisches Amin ausgetauscht.
Das Produkt kan zur milden und direkten Umsetzung von Carbonsäuren zu Carbonsäurefluoriden verwendet werden: